# ريتشارد كينغ ميلون
ريتشارد كينغ ميلون (بالإنجليزية: Richard King Mellon) هو اقتصادي أمريكي، ولد في 19 يونيو 1899، وتوفي في 3 يونيو 1970.